# Трубников, Василий Михайлович
Василий Михайлович Трубников (укр. Василь Михайлович Трубников; 12 марта 1942 — 1 мая 2020) — советский и украинский учёный-правовед, специалист в области криминологии. Доктор юридических наук, профессор.